# Asellopsis sarmatica
Asellopsis sarmatica is een eenoogkreeftjessoort uit de familie van de Laophontidae. De wetenschappelijke naam van de soort is voor het eerst geldig gepubliceerd in 1938 door Jakubisiak.